# Chōzen-ji (Kōfu)
Der Chōzen-ji (jap. 長禅寺) ist ein Tempel in der japanischen Stadt Kōfu in der Präfektur Yamanashi. Er gehört zu den Kōfu Gozan, einer Gruppe von fünf buddhistischen Tempeln des Rinzai-shū, die Takeda Shingen in der Sengoku-Zeit neu erbauen beziehungsweise aus der umliegenden Provinz nach Kōfu verlegt hat, um seinen Verwaltungssitz zu fördern.
Ursprünglich befand der Tempel sich in Ayuzawa im heutigen Minami-Alps und war der Familientempel von Shingens Mutter. Nachdem diese gestorben war, verlegte er den Tempel in die Nähe seiner Hauptstadt an seinen heutigen Standort. Der frühere Tempel in Ayuzawa wird heute als Kochōzen-ji (古長禅寺, „alter Chōzen-ji“) bezeichnet.

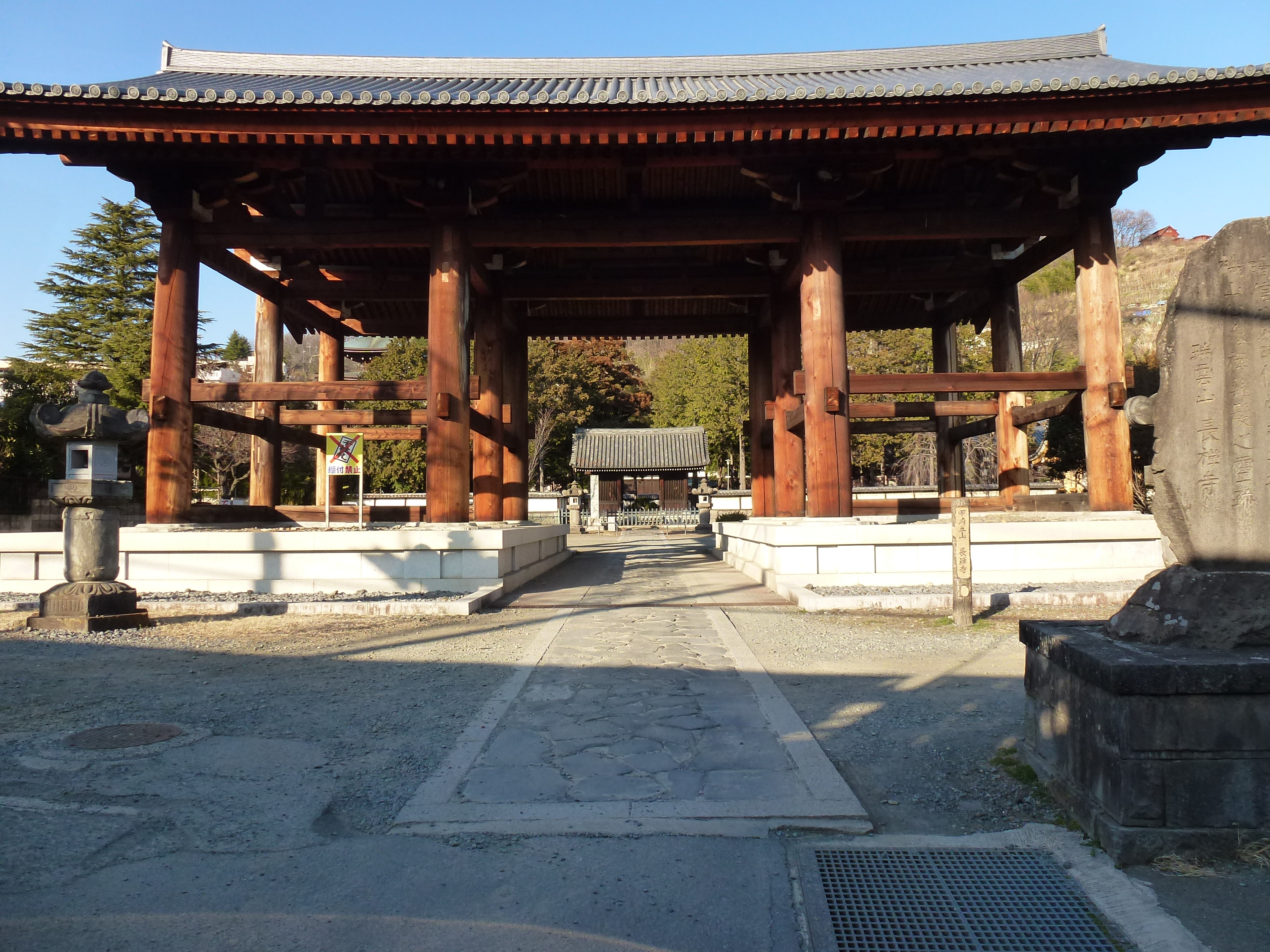
Haupteingang von Süden
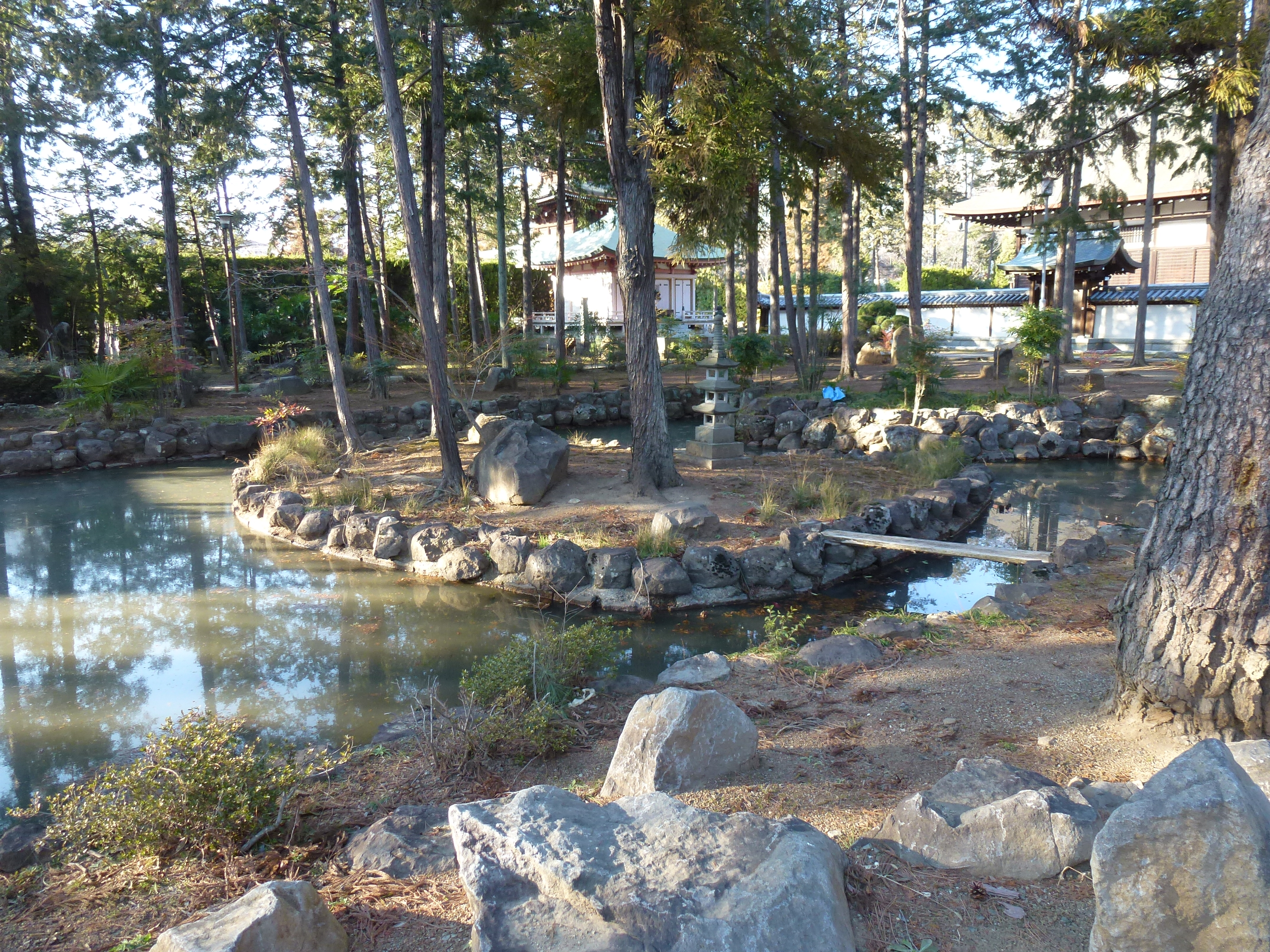
Garten im Inneren
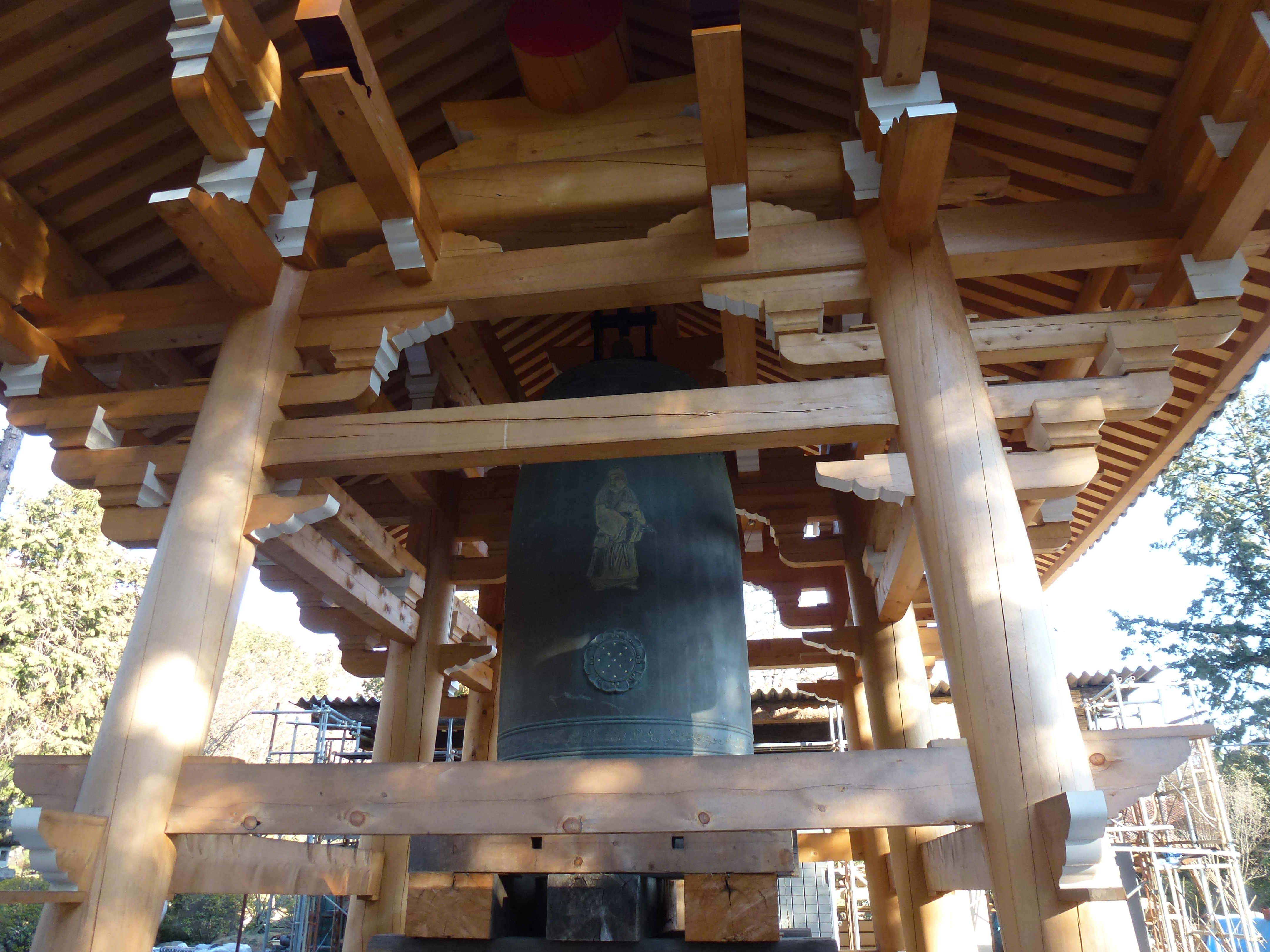
Glockenturm
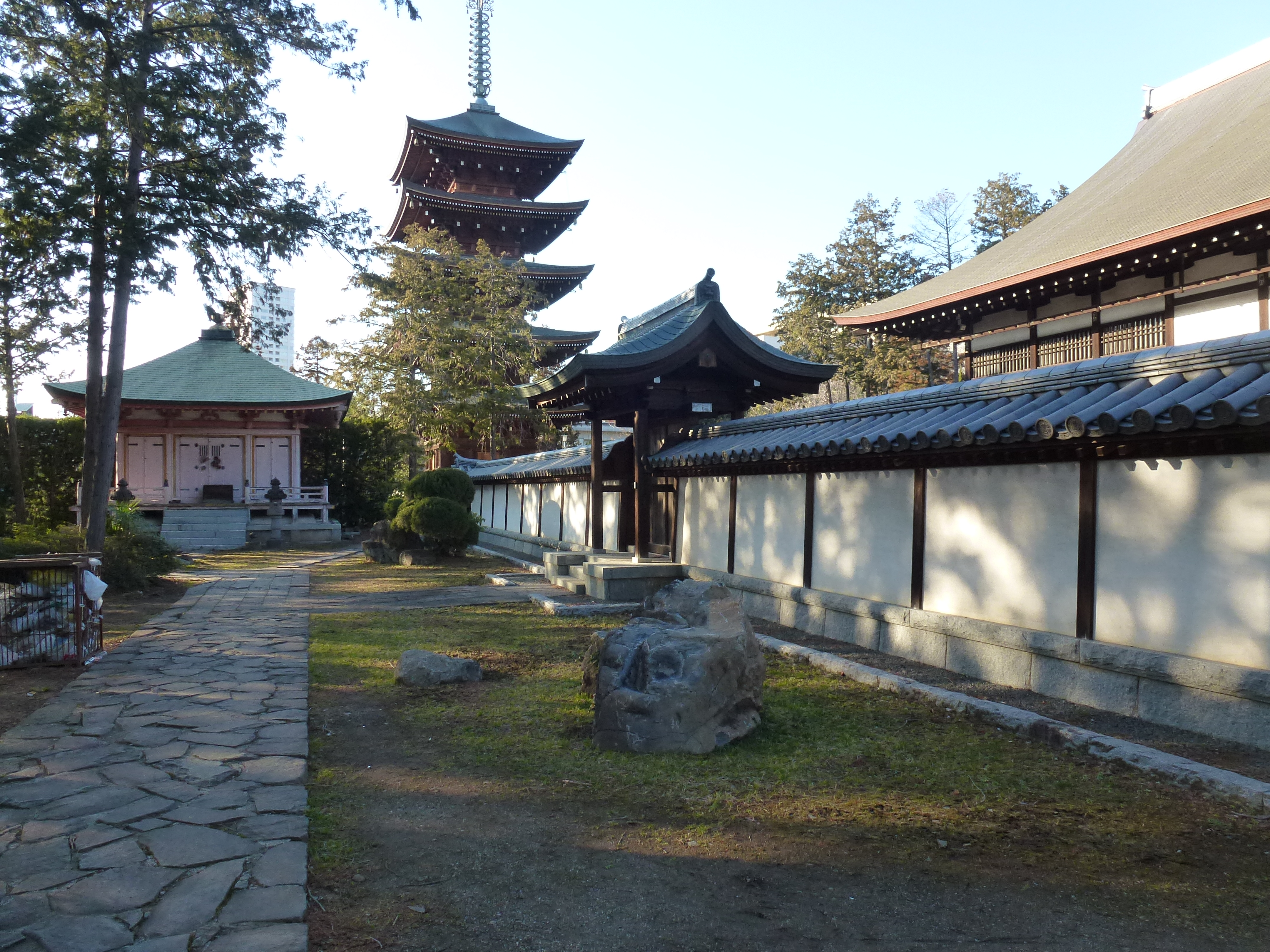
Innenhof
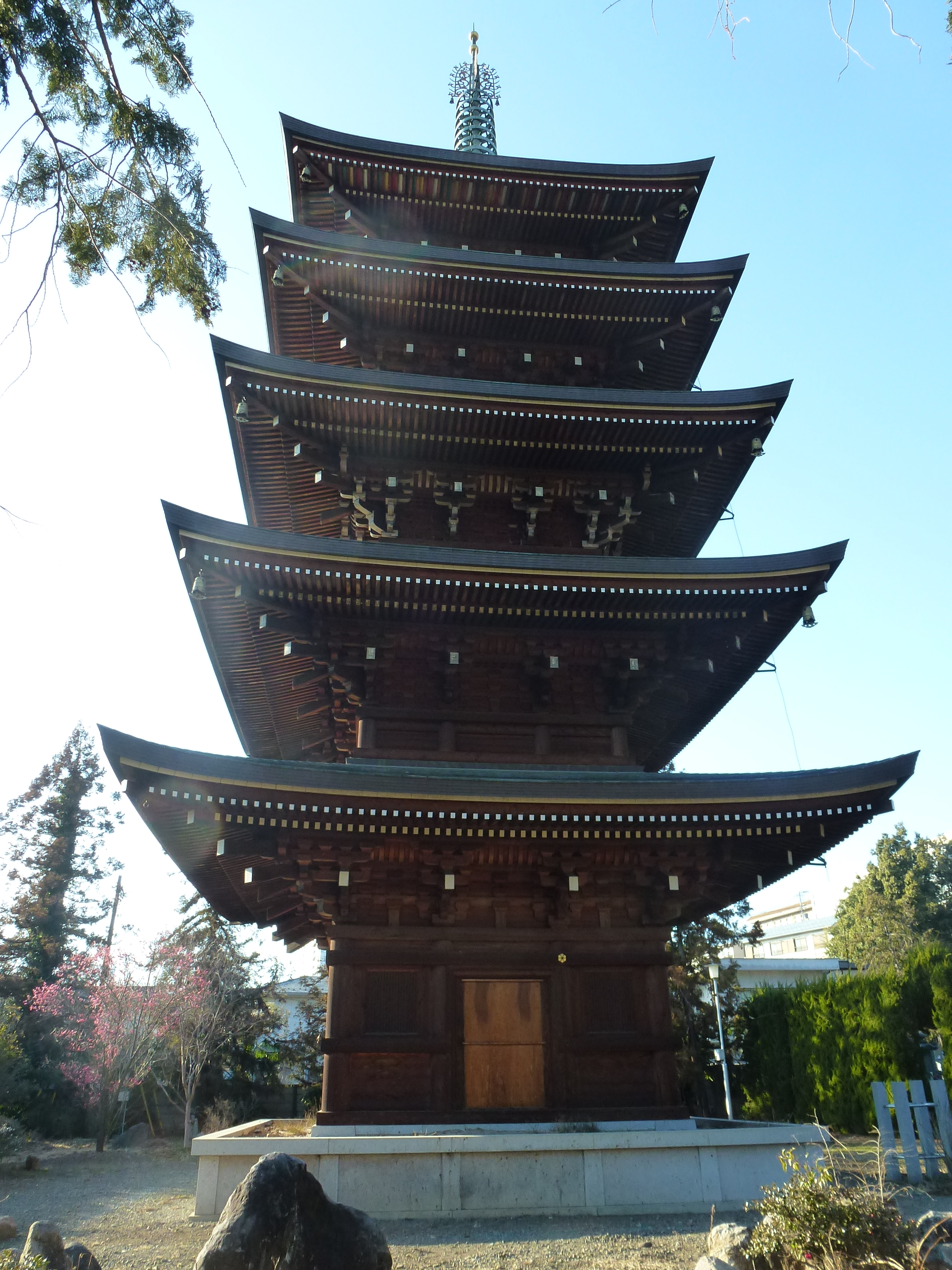
Große fünfstöckige Pagode
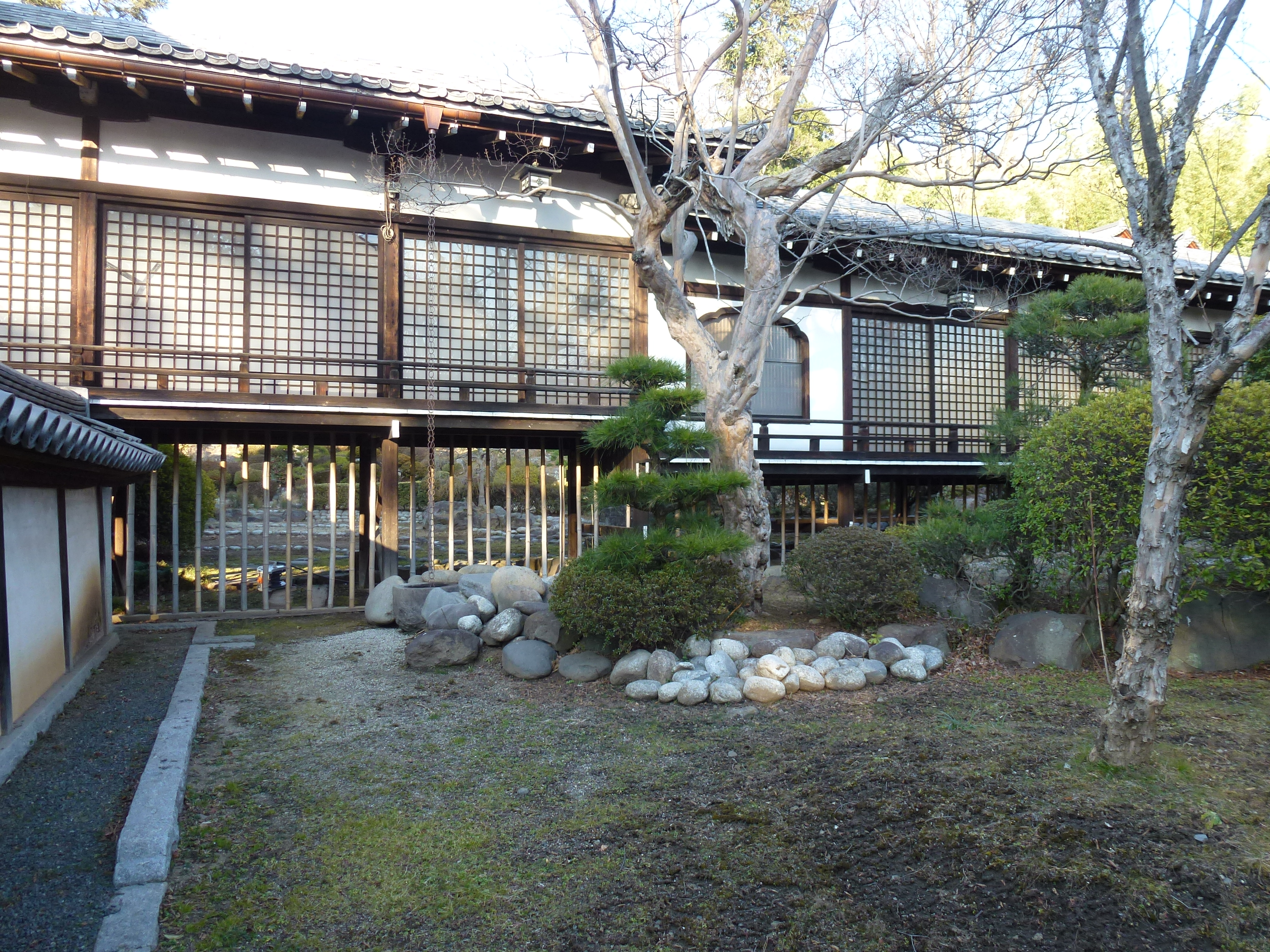
Gestaltung des Innenhofes mit Gang zwischen den Gebäuden
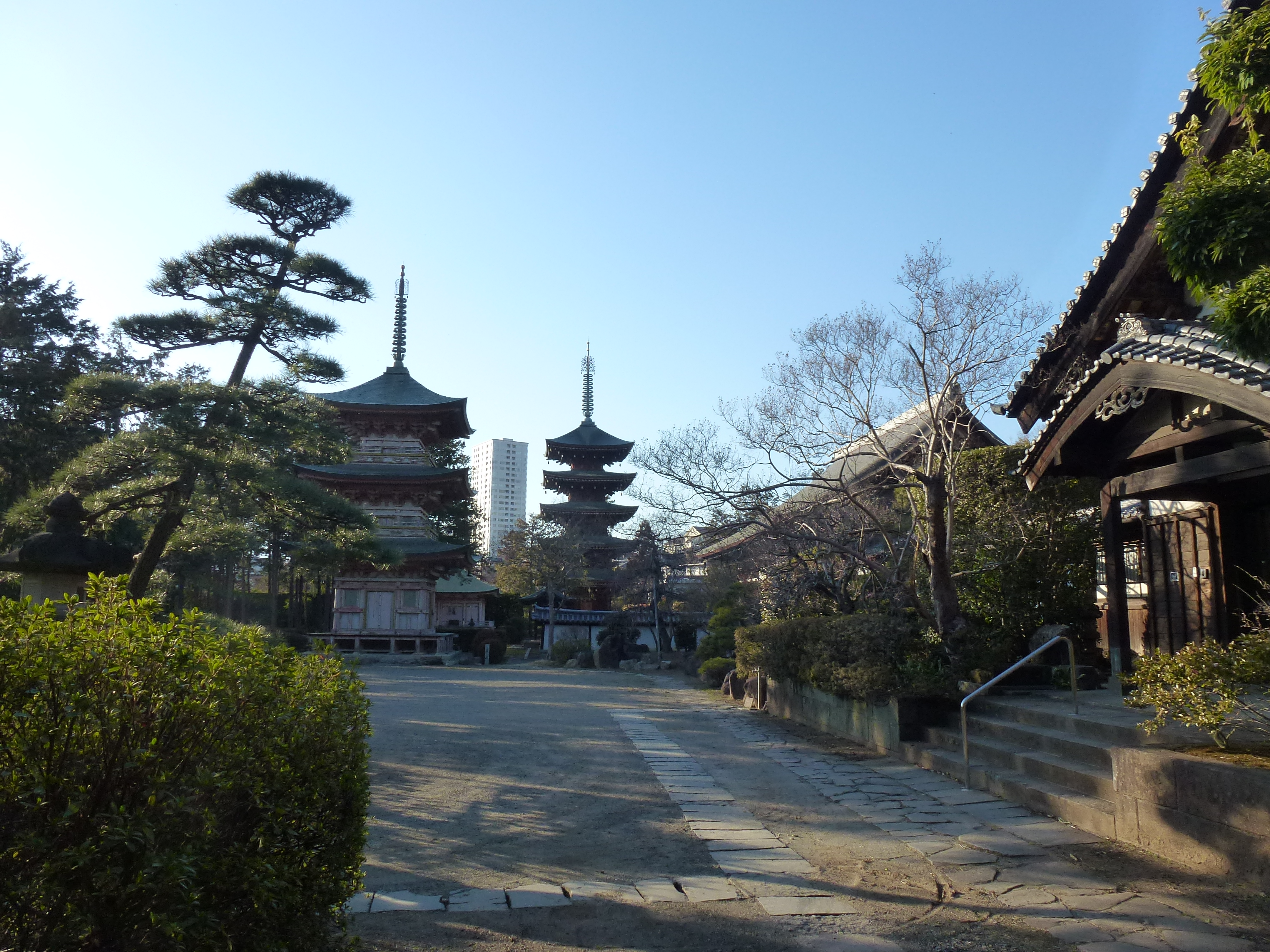
Innenhof